# Roman Lawrence
Roman Lawrence (ur. 1948,  zm. 20 czerwca 2009) – polski samorządowiec, wójt gminy Michałowice w latach 1990–1998 (I i II kadencja) oraz  2002–2009 (IV i V kadencja).
Patron ronda w Michałowicach.

## Życiorys

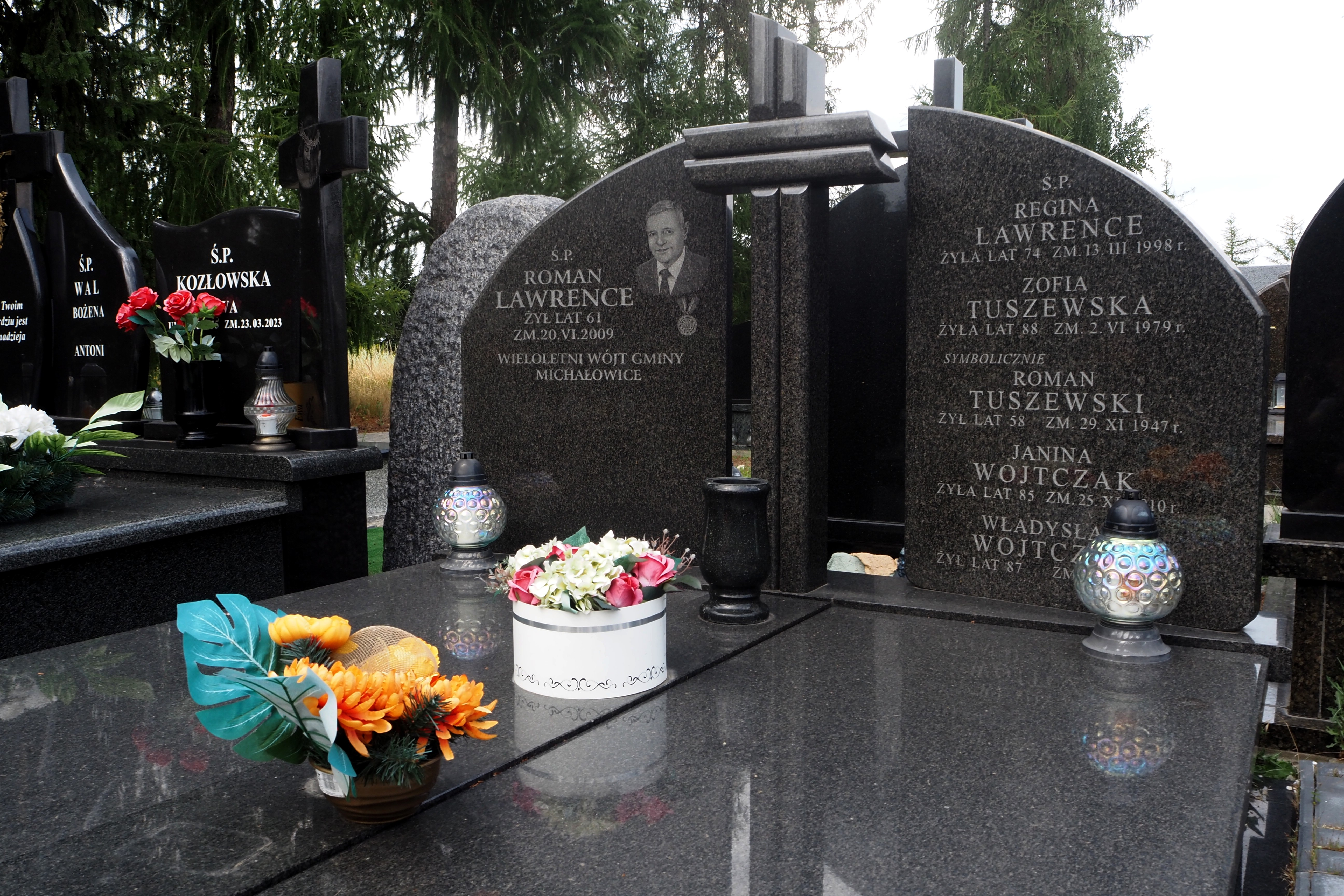
Grób samorządowca Romana Lawrence na cmentarzu parafialnym w Michałowicach koło Pruszkowa

Był absolwentem Wydziału Mechanicznego Energetyki i Lotnictwa na Politechnice Warszawskiej. Działał w Komitecie Obywatelskim „Solidarność”. Był członkiem Radzie Osiedla Michałowice.
W 1990 został po raz pierwszy wybrany wójtem Michałowic. W okresie jego urzędowania między innymi rozbudowana została baza szkolna wraz z boiskami,  zostało powołane liceum ogólnokształcące, dokończono budowę wodociągów i zrealizowano większą część budowy sieci kanalizacyjnej. Nawiązano również współpracę z włoska gminą Vico nel Lazio.  
Zmarł 20 czerwca 2009. i został pochowany na cmentarzu parafialnym w Michałowicach.

## Upamiętnienie

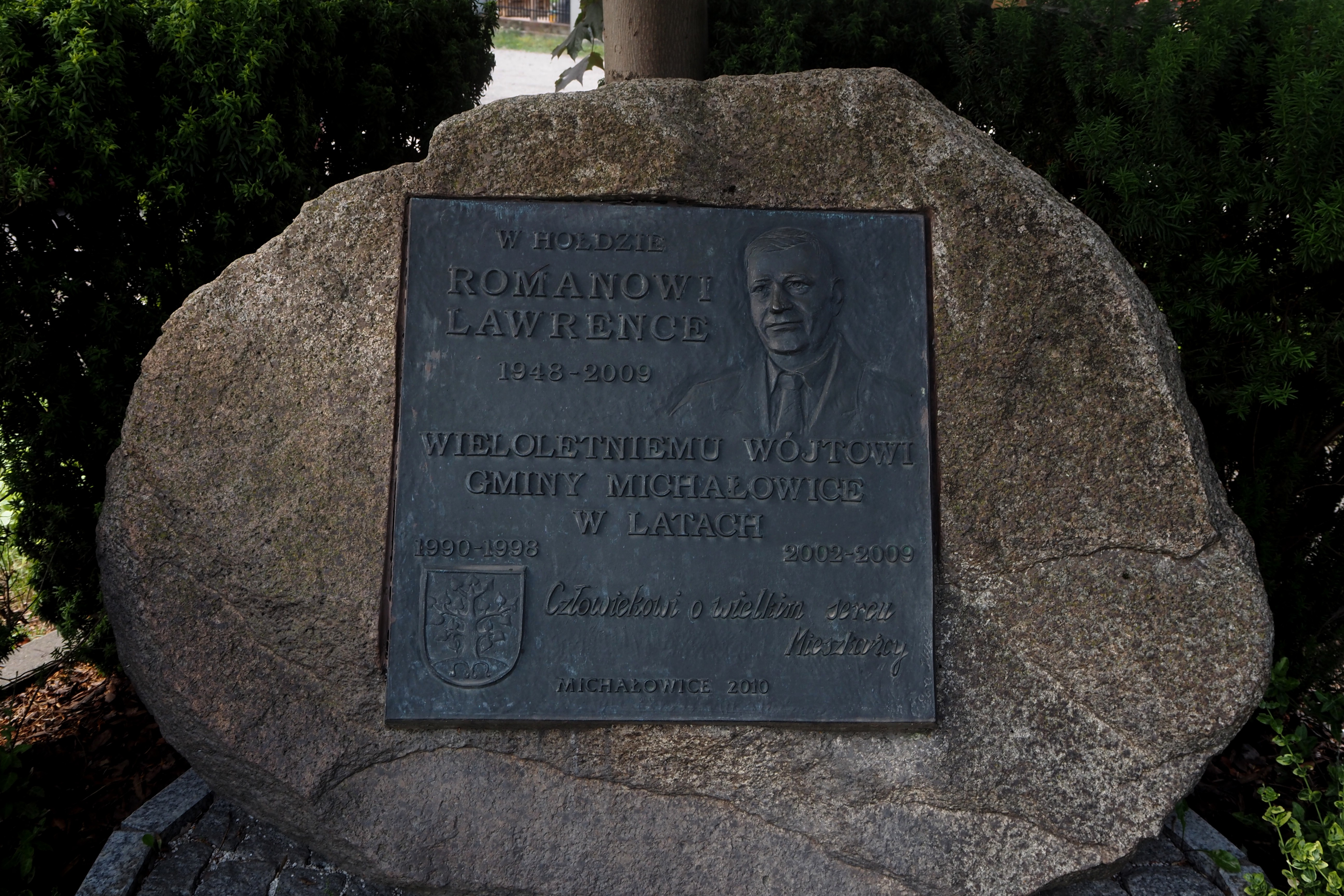
Tablica upamiętniająca Romana Lawrence przy rondzie jego imienia w Michałowicach koło Pruszkowa

16 czerwca 2010 roku, została odsłonięta tablica pamiątkowa ku czci Romana Lawrence przy rondzie jego imienia w Michałowicach. W uroczystości udział wziął między innymi: metropolita warszawski abp Kazimierz Nycz, prezydent Pruszkowa Jan Starzyński, burmistrz Piastowa Zdzisław Brzeziński, burmistrz Brwinowa Andrzej Guzik, burmistrz Błonia Zenon Reszka, burmistrz Podkowy Leśnej  Andrzej Kościelny, oraz wój gminy Raszyn Janusz Rajkowski i wójt gminy Stare Babice Krzysztof Turek.